# Noidant-le-Rocheux
Noidant-le-Rocheux település Franciaországban, Haute-Marne megyében. Lakosainak száma 162 fő (2022. január 1.). Noidant-le-Rocheux Brennes, Courcelles-en-Montagne, Flagey, Perrancey-les-Vieux-Moulins, Perrogney-les-Fontaines és Saints-Geosmes községekkel határos.

## Népesség
A település népességének változása:
| Lakosok száma | 184  | 146  | 156  | 212  | 169  | 162  | 160  | 151  | 151  | 162  |
|               | 1968 | 1982 | 1990 | 2006 | 2013 | 2015 | 2017 | 2019 | 2020 | 2022 |